# Parafia Wszystkich Świętych w Teodozji
Parafia Wszystkich Świętych w Teodozji – rzymskokatolicka parafia znajdująca się w diecezji odesko-symferopolskiej w dekanacie krymskim. Opiekę nad parafią sprawują bernardyni.